# Rio Grajaú (Maranhão)

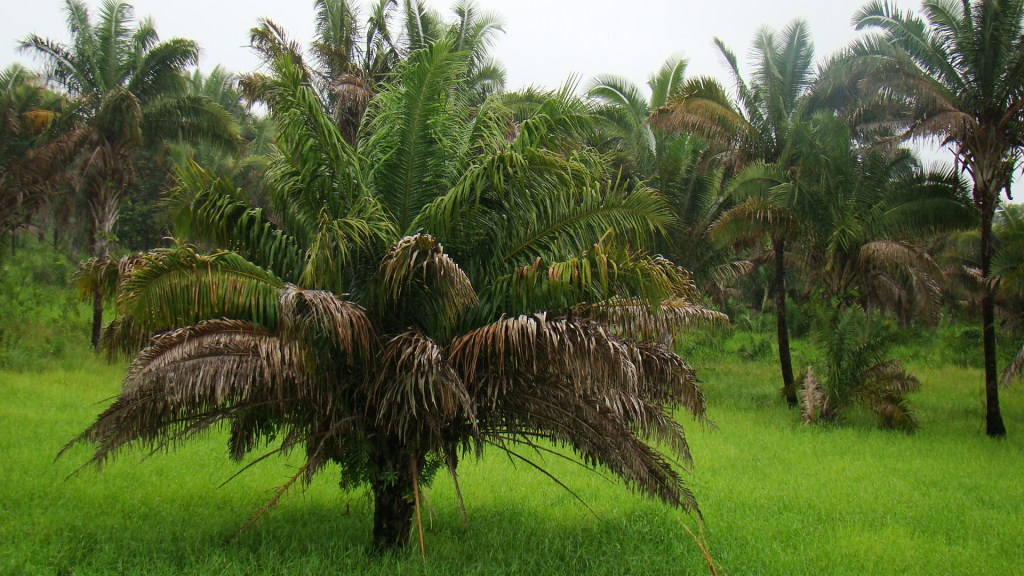
Babaçus na cidade de Grajaú

O rio Grajaú é um curso de água que banha o estado do Maranhão, no Brasil e que deságua no rio Mearim, através do canal do Rigó, já na região do Golfão Maranhense. Tem um total de 770 km de extensão, sendo o seu afluente mais extenso.

## Topônimo
O topônimo "Grajaú" é derivado do termo tupi karaîá'y, que significa "rio dos carajás" (karaîá, carajá + y, rio).

## Características gerais
Nasce na Serra da Cinta, na cidade de São Pedro dos Crentes, no extremo sudoeste do estado e desloca-se em sentido sudoeste-nordeste, drenando a porção central da bacia do Mearim. Sua descarga média, ao passar na cidade Grajaú, é de 32 m³/s, atingindo 131 m³/s em Aratoí Grande, no baixo curso.
Sua bacia hidrográfica tem aproximadamente 21.830 km² de área. Tem um curso total de aproximadamente 770 km, sendo atualmente navegado por pequenas embarcações no trecho entre o povoado Mandail e sua barra no rio Mearim, numa extensão de aproximadamente 330 km.
Banha os municípios de Satubinha, Pio XII, Grajaú, Itaipava do Grajaú, Marajá do Sena, Sítio Novo, Arame, Lagoa Grande do Maranhão, Lago da Pedra, Paulo Ramos, Vitorino Freire, Altamira do Maranhão, Igarapé do Meio, com sua foz em Vitória do Mearim e Conceição do Lago Açu.
O clima do estado do Maranhão compreende uma transição entre o clima Superúmido da Amazônia e o Semiárido do Nordeste. Caracteriza-se como quente, semiúmido, tropical de zona equatorial, com duas estações distintas que vão de úmida (janeiro a junho) a seca (julho a dezembro), o que influencia no regime do rio.

### Afluentes
Tem como principais afluentes os rios Santana, Gameleiras, Água Fria, Piombeira, riacho Água Boa, Barriguda, Baixão do Timbiras, Camaça, Jacaré, dentre outros

## Biodiversidade e conservação
O rio atravessa uma faixa de transição que varia do Cerrado (ao sul), à Amazônia (ao norte) e Mata dos Cocais, ao centro.
Junto aos rios Mearim, Pindaré e Pericumã, atravessa a região da Baixada Maranhense, uma planície formada por campos alagados e de grande biodiversidade.
Antes de desaguar no rio Mearim, o rio Grajaú entra em áreas de grandes lagoas. Um grande lago formado é o de Itans, que funciona como reservatório natural. O lago acaba funcionando como reservatório de regularização das descargas do rio, retendo grande parte das enchentes, além de possibilitar a pesca. Outro importante lago vinculado ao rio Grajaú é o lago Açu, o maior do estado e importante centro de pesca.
Assim como outros rios do estado, também sofre com problemas como assoreamento, desmatamento da mata ciliar, erosão das margens e poluição.